# IV. Szarduri

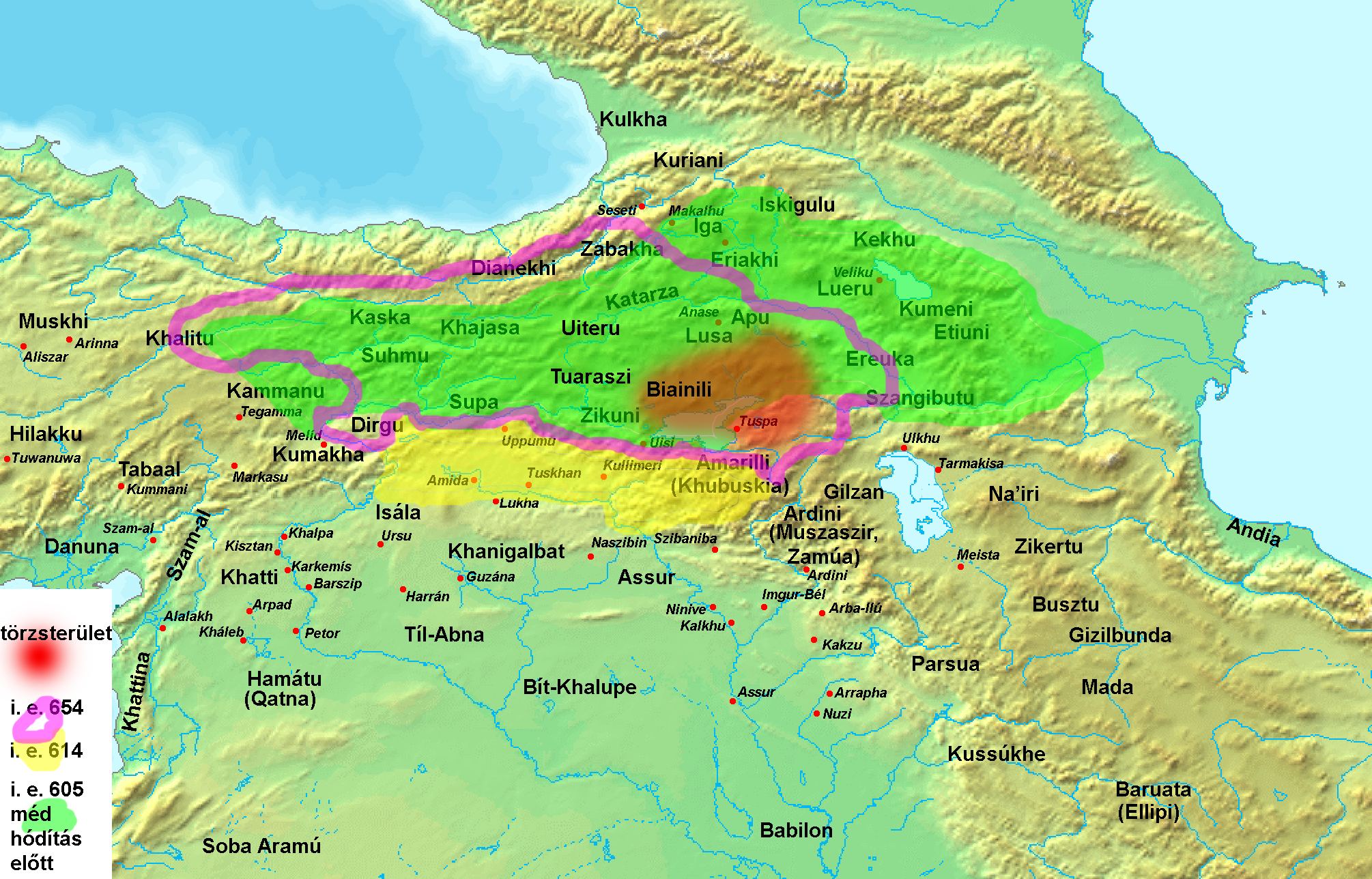
Urartu területváltozásai i. e. 658-tól

IV. Szarduri Urartu királya valamikor az i. e. 7. század és az i. e. 6. század fordulója körül. Vitatott személye az urartui történelemnek, az is lehet, két Szarduri nevű személyt nem ismerünk. Rusai URU.TUR várában (ma Bastam, Irán) két felirat maradt fenn, az egyik m.dsar5-du-ḫi[?] dsar5-du-[ri]-ḫi, a másik m.dsar5-du-ri mru-sa[-...]; ezek legvalószínűbb fordításai Szarduri fia Szarduri és Rusza fia Szarduri, bár mindkettő értelmezhető másképp is. Mindkét változat több módon illeszthető be Urartu kronológiájába, és akár egy személyt is takarhat.
Ha III. Szarduri fia, akkor II. Rusza halálától (i. e. 7. század vége) az i. e. 620-as évekig valamikor uralkodhatott. Ha III. Rusza fia, akkor a helyzet még bonyolultabb, I. Rusza i. e. 8. század második felében bekövetkező halála után egészen az i. e. 6. század első évtizedéig bármikor élhetett. Közelebbi információ egyelőre nincs róla.